# Carcharhinus amblyrhynchoides
Carcharhinus amblyrhynchoides là một loài cá mập cầu hồn trong chi Carcharhinus. Loài cá này phân bố ở vùng biển nhiệt đới Ấn Độ Dương-Thái Bình Dương, từ vịnh Aden tới miền bắc Úc.